# Sigward von Minden

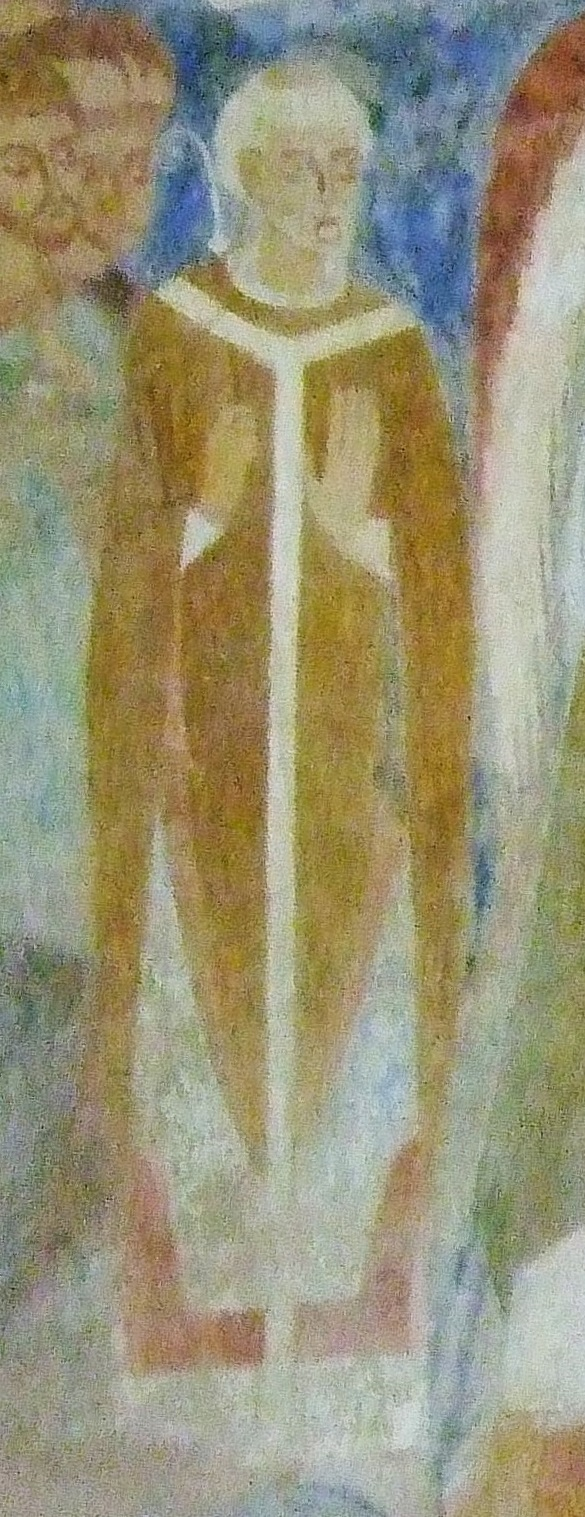
Sigward von Minden auf dem Weltgerichtsfresko in der Sigwardskirche Idensen

Sigward von Minden (* 11. Jahrhundert; † 28. April 1140) war von 1120 bis 1140 Bischof von Minden.

## Leben
Sigwards Herkunft ist nicht gesichert. Bekannt ist der Name der Mutter Eveza. Diese vermachte dem Mindener Domkapitel Besitzungen in Barksen bei Bückeburg. Sigward war verwandt mit Graf Adolf I. von Schaumburg. Er war Mitglied des Hildesheimer und des Mindener Domkapitels und war dort zuletzt Dompropst.
Weil nicht belegt ist, wann sein Vorgänger starb, ist auch der Beginn der Amtszeit Sigwards nicht datierbar. Als Bischof genannt wird er ab 1120. Eine Urkunde von ihm aus dem Jahr 1121 gibt an, dass er vom Domkapitel gewählt worden sei. Er wurde 1124 in Rom geweiht.
Sigward vermehrte den Besitz des Hochstifts dadurch, dass er ihm seine Erbgüter auf dem westlichen Ufer des Flusses Leine im pago Mersteme übergab. Der Stiftsbesitz wurde zu seiner Zeit weiter vermehrt, als eine edle Frau mit Namen Gerburga und ihr Sohn Dietmar ihren Besitz in Geinhusen, Langrothere und Hanhurst – ebenfalls im pago Mersteme gelegen – dem Bistum übereigneten. Dafür erhielten sie Rentenzahlungen. Einige Güter bekamen sie als Lehen zurück. Auch von weiteren Personen wurden dem Stift Besitzungen vermacht.
Zu Kaiser Lothar III. stand Sigward in einer engen Beziehung. Er war etwa 1126 bei den Beratungen über den Würzburger Bischofsstreit anwesend. Bei zahlreichen Herrschaftsakten war er als Zeuge zugegen. Er weihte in Anwesenheit des späteren Kaisers im Jahr 1129 die Stiftskirche des Stiftes Elten. Im selben Jahr war er beim Pfingstfest am Hof in Quedlinburg. Zusammen mit Berthold von Hildesheim weihte er in Anwesenheit des Kaisers die Stiftskirche St. Servatius. Auch am Hoftag zu Ostern 1134 in Halberstadt war Sigward zugegen.
Auffällig geringer war die Nähe zu Konrad III. Er ist nur ein einziges Mal am königlichen Hofe bezeugt. Dies war im Januar 1139 in Goslar. Damit unterschied er sich deutlich von den übrigen westfälischen Bischöfen, die am Kölner Hoftag von 1138 und am Bamberger Hoftag im selben Jahr teilgenommen hatten.
Den Mindener Dom erweiterte Sigward um einen neuen Chorbau mit einem inneren Laufgangsystem nach rheinischem Vorbild und einer polygonalen Apsis. Als Eigen- und Grabkirche ließ er zwischen 1129 und 1134 die Kirche in Idensen erbauen, die heute Sigwardskirche genannt wird und als überregional bedeutendes Bau- und Kunstdenkmal gilt. Ein nach dem Bischof benannter ausgeschilderter Wanderweg, der Sigwardsweg, führt von Minden nach Idensen.